# Directio
A nagybirtok-kormányzat egy központi, igazgatási testülete (latinul: Directio, németül: Güterverwaltung vagy Güterdirektion) a 18−19. században. Igazgatóság és kormányzóság néven ismeretes elsősorban. A legismertebb a Festetics György (1755-1819) idején alapított keszthelyi „Directio”, ami jelentős mértékben hozzájárult az udvartartás optimális működési mechanizmusához különféle instrukciók kidolgozásával a birtokigazgatás- és felügyelet, a bevételek és kiadások, valamint az uradalmi hitelpénztár kezelése mellett.
Festetics György a birtokainak racionális átalakítására törekedett, méghozzá egy agrárszakíró, Nagyváthy János közreműködésével, aki birtokigazgatási reformját a „Közönséges Instructio” című munkájában foglalta össze. Ugyan fokozatosan vezették be a változtatásokat, a legelső és legfontosabb újításnak 1792-ben egy központi igazgatási szerv, az „Oeconomica Directio” megszervezése számított, melynek első igazgatója (direktor) Nagyváthy lett. Ezeken az üléseken jegyzőkönyveket vezettek magyar nyelven, melyekben feljegyezték az ülések számát, idejét, a résztvevőket, a levelek beérkezési idejét, az ügyek számát, s a hozott döntéseket egyaránt.